# Albert Gildehusen
Albert Gildehusen (* unbekannt; † um 1398) war lange Jahre Bürgermeister von Stralsund.

## Leben
Gildehusen (auch: Gyldehusen, Ghyldehusen) entstammte einer alteingesessenen Stralsunder Patrizierfamilie, die aus der Grafschaft Bentheim stammend auch in Visby ratssässig war und in der Lübecker Zirkelgesellschaft nachgewiesen ist. Er wurde 1369 in den Rat der Stadt Stralsund gewählt. 1378 (nach den „Hanserecessen“ erst 1387) wurde er zum Bürgermeister gewählt.
Er vertrat Stralsund auf Hansetagen in den Jahren 1385 bis 1390. Durch den Handel mit den Ländern nördlich der Ostsee gelangte er zu großem Reichtum. In Stralsund oblag ihm die Leitung der städtischen Münzanstalt.
1391 wurde er zusammen mit dem Bürgermeister Bertram Wulflam nach einer Reform der Stadtverfassung, die Karsten Sarnow betrieben hatte, beschuldigt, die Einnahmen nicht genau von den privaten unterschieden zu haben. Er verließ im selben Jahr zusammen mit Wulflam und dessen Sohn Wulfhard Wulflam die Stadt und begab sich nach Lübeck, von wo aus er und Wulflam ihre Rückkehr betrieben. Nachdem Stralsund von der Hanse die Verhansung angedroht wurde, kehrte er 1393 nach Stralsund zurück und wurde wieder Bürgermeister. Er gründete hier eine wohltätige Stiftung.
Gildehusen starb wahrscheinlich im Jahr 1398 in Stralsund.
Ab Mitte des 15. Jahrhunderts verwendeten Chronisten zum Teil den Namen Holdthusen für den Stiftungsgründer, um die Ehrverletzung von 1391 zu verdecken.

## Familie
Albert Gildehusenes Tochter Gertrud heiratete 1390 Nikolaus Wulflam, einen der Söhne Bertram Wulflams.